# Гржибовский, Михаил Фелицианович
Михаи́л Фелициа́нович Гржибо́вский (11 мая 1859 — после 1920) — генерал-майор Российской императорской армии, участник Первой мировой войны и обладатель Георгиевского оружия. После Октябрьской революции присоединился к Белому движению.

## Биография
Михаил Фелицианович Гржибовский родился 11 мая 1859 года по вероисповеданию был православным. В 1875 году окончил Елисаветградскую прогимназию.
11 июня 1875 года вступил на службу в Российскую императорскую армию. В 1878 году окончил Чугуевское пехотное юнкерское училище, был выпущен в 158-й пехотный Кутаисский полк со старшинством с 16 апреля в чине прапорщика. 14 июля 1881 года получил старшинство в чине подпоручика, 14 июля 1885 года получил старшинство в чине поручика, 8 июля 1891 года получил старшинство в чине штабс-капитана, 15 марта 1897 года получил старшинство в чине капитана, 26 февраля 1905 года получил старшинство в чине подполковника, 6 декабря 1910 года получил старшинство в чине полковника. 
В период 1889/1890 гг. значился преподавателем военной гимнастики учащимся Саратовского Александро-Мариинского реального училища. Окончил Офицерскую стрелковую школу, «успешно». В течение 9 лет и 2 месяцев был командиром роты, в течение 3 лет 2 месяцев и 10 дней командовал батальоном. Был помощником командира 116-го пехотного Малоярославкого полка.
Принял участие в Первой мировой войне. С 13 октября 1914 года по 6 декабря 1916 года был командиром 112-го пехотного Уральского полка. 
Высочайшим приказом от 7 ноября 1915 года был пожалован Георгиевским оружием:
За то, что командуя вверенным ему полком, составлявшим ариергард корпуса, 30-го августа 1914 года, с 7-ми часов утра до 2-х часов дня, удерживался на позиции южнее ст. Тольминкенен под сильным артиллерийским огнём и огнём из блиндированных автомобилей и отошёл на новую позицию лишь по приказанию, причём отход был совершён в полном порядке, несмотря на все попытки превосходных сил противника охватить его правый фланг, а при подходе к позиции выручил, благодаря своей  распорядительности и  мужеству, оказавшийся в критическом положении, вследствие глубокого обхода противника, полк своей же дивизии с дивизионом артиллерии; затем 1-го сентября, прикрывая отход обозов, столпившихся впереди гор. Вильковишек, с утра до 2-х часов дня под сильным огнём немецкой артиллерии с 700—800 саженей и огнём пулемётов, задерживал наступление противника пока не прошла последняя повозка; при этом, когда в некоторых ротах нижние чины, не выдержав губительного огня неприятеля, стали поодиночке отходить, Полковник Гржибовский верхом на коне в этот критический момент привёл отступающих в порядок и вернул их на позицию, причём сам был буквально осыпан шрапнелью противника, заметившего его.
Приказом от 6 декабря 1915 года «за отличие в делах» был произведён в генерал-майоры, со старшинством с 18 сентября 1915 года и был назначен командующим тем же полком (занимал эту должность с 6 декабря 1915 года по 28 сентября 1916 года). С 28 сентября 1916 года был командиром бригады в 51-й пехотной дивизии. По состоянию на 2 декабря 1916 года находился в той же должности. С 6 апреля по 14 августа 1917 года был командующим этой же дивизии. После Октябрьской революции присоединился к Белому движению. Летом 1920 года находился в Крыму.

## Награды
Михаил Гржибовский был удостоен следующих наград:
- Орден Святого Станислава 3-й степени (1901)
- Орден Святой Анны 3-й степени (1906)
- Орден Святого Станислава 2-й степени (1910);
- Орден Святой Анны 2-й степени (1912); мечи к ордену (Высочайший приказ от 2 декабря 1916);
- Орден Святого Владимира 4-й степени (1914); мечи к ордену (Высочайший приказ от 17 августа 1915);
- Георгиевское оружие (Высочайший приказ от 7 ноября 1915);
- Высочайшее благоволение (Высочайший приказ от 5 декабря 1915) — «за отличия в делах».